# Scaphoideus ochraceus
Scaphoideus ochraceus är en insektsart som beskrevs av Henry Fairfield Osborn 1898. Scaphoideus ochraceus ingår i släktet Scaphoideus och familjen dvärgstritar. Inga underarter finns listade i Catalogue of Life.